# Gunung Pucok Ceureuleup
Gunung Pucok Ceureuleup är ett berg i Indonesien.   Det ligger i provinsen Aceh, i den västra delen av landet, 1 700 km nordväst om huvudstaden Jakarta. Toppen på Gunung Pucok Ceureuleup är 1 345 meter över havet, eller 83 meter över den omgivande terrängen. Bredden vid basen är 0,80 km.
Terrängen runt Gunung Pucok Ceureuleup är huvudsakligen lite bergig.Runt Gunung Pucok Ceureuleup är det mycket glesbefolkat, med 2 invånare per kvadratkilometer. I omgivningarna runt Gunung Pucok Ceureuleup växer i huvudsak städsegrön lövskog.